# NGC 109
NGC 109 је спирална галаксија у сазвежђу Андромеда која се налази на NGC листи објеката дубоког неба.
Деклинација објекта је + 21° 48' 28" а ректасцензија 0h 26m 14,6s. Привидна величина (магнитуда) објекта NGC 109 износи 14,1 а фотографска магнитуда 15,0. NGC 109 је још познат и под ознакама UGC 251, MCG 4-2-20, CGCG 479-31, KCPG 8B, NPM1G +21.0018, PGC 1633.